# Андрощук Микола Артемович
Андрощук Микола Артемович (Вороний, Леонід, Петро, Старий; 8 грудня 1913, Дермань Перша, Здолбунівський район, Рівненська область — осінь 1952 (весна 1951), Коршів, Здолбунівський район, Рівненська область) — лицар Бронзового хреста заслуги.

## Життєпис
Освіта — 7 класів народної школи: закінчив Дерманську школу. В 1930-х рр. разом із сім'єю переїхав на прис. Озера поблизу с. Розваж Рівненської обл. Член ОУН із 1934 р.
Працював в Українському доброчинному товаристві у Острозі (1933—1936). 7 грудня 1938 р. арештований польською поліцією, а 20.03.1939 р. Рівненським окружним судом засуджений до 2 років ув'язнення та штрафу 80 злотих. Вийшов на волю у вересні 1939 р., а на поч. 1940 р. нелегально перейшов на територію Польщі, окуповану німцями.
Пройшов вишкіл у німецькій розвідувальній школі. У липні 1942 р. у складі Похідної групи ОУН повернувся на Волинь, де був призначений комендантом української допомогової поліції у Мізоцькому районі. У квітні 1942 р. арештований німцями, невдовзі звільнений і повернувся до виконання своїх обов'язків.
У березні 1943 р. з підлеглими поліцейськими (близько 50 осіб) перейшов в УПА. Організував розвідувальну мережу при Мізоцькому районному проводі ОУН. Командир відділу ВПЖ при штабі УПА-Південь (06.1943 — осінь 1943). Восени 1943 р. пройшов 6-тижневі курси слідчих СБ ОУН при референтурі СБ Проводу ОУН. Заступник референта СБ крайового проводу ОУН на ПЗУЗ (весна 1944 — ?), старший слідчий СБ крайового проводу ОУН на ПЗУЗ (осінь 1944 — ?).
Захворів на туберкульоз та довгий час лікувався. Керівник друкарні крайового проводу ОУН на ПЗУЗ «імені Клима Савура» поблизу с. Пітушків Млинівського р-ну Рівненської обл. (1948-02.1949), керівник ТЗ Острозького районного проводу ОУН (1949-?), референт СБ Рівненського окружного проводу ОУН (? — весна 1951). Помер від туберкульозу у підпіллі.

## Нагороди
Згідно з Наказом Головного військового штабу УПА ч. 4/45 від 11.10.1945 р. старший слідчий СБ крайового проводу ОУН на ПЗУЗ відзначений Бронзовим хрестом заслуги УПА.